# Балдина, Екатерина Владимировна
Екатерина Владимировна Балдина — советский хозяйственный и государственный деятель, лауреат Государственной премии СССР за выдающиеся достижения в труде.

## Биография
Родилась в 1951 году в Лысьве. Член КПСС.
Окончила ГПТУ № 6 (1968).
В 1968—2006 годах — эмалировщица Лысьвенского металлургического завода Министерства чёрной металлургии СССР / АО «Лысьвенский завод эмалированной посуды».
Освоив все процессы эмалирования, принимала участие во Всесоюзном социалистическом соревновании, неоднократно становясь его победителем.
За большой личный вклад в повышение эффективности металлургического производства была в составе коллектива удостоена Государственной премии СССР за выдающиеся достижения в труде 1985 года.
Живёт в Лысьве.

## Награды
- Орден Трудовой Славы II степени (1985)
- Орден Трудовой Славы III степени (1981)